# Schloss Glérolles
Das Schloss Glérolles (französisch Château de Glérolles) liegt auf einem Felsen am Ufer des Genfersees unterhalb von Rivaz auf dem Gemeindegebiet von Saint-Saphorin inmitten des Lavaux in der Schweiz.

## Geschichte
Der Name des Schlosses wird auf das römische Dorf Glerula (Glarea = lateinisch Kies) zurückgeführt, das vermutlich im Jahr 563 durch einen Tsunami im Genfersee zerstört wurde. Am Seeufer westlich von Saint-Saphorin befand sich früher der Weiler Glérolles.
Die ersten Mauern des Schlosses stammen aus dem 11. Jahrhundert. 1270 wurde es erstmals erwähnt, als es der Bischof von Lausanne an Hugo de Palézieux belehnte. 1303 kaufte es der Bischof von den Herren von Palézieux zurück und liess es durch einen Kastlan verwalten. Sébastien de Montfalcon begann 1536 die Verteidigung der Waadt gegen Bern von Glérolles aus zu organisieren. Während der Eroberung der Waadt durch die Berner im Jahre 1538 fiel die Burg bis 1796 unter Berner Herrschaft und wurde weiterhin vom Kastlan verwaltet. Seit dem 16. Jahrhundert ist es keine Festung mehr.
Nach dem Waadtländer Aufstand gehörte es wieder zur Waadt. Der 1803 gegründete Kanton Waadt verkaufte das Schloss an die Familie Ruchonnet, seither wechselte es mehrmals die Hände und blieb in Privatbesitz.

## Gebäude
Der viereckige Bergfried (7 × 6,4 m) stammt als einziger von der ursprünglichen Anlage. Er wurde im 19. Jahrhundert um die Hälfte abgetragen. Auf dessen Südseite ist noch eine doppelte Türöffnung aus dem 12./13. Jahrhundert erhalten. Die Bischöfe Aymon und Sébastien de Montfalcon liessen Ende des 15. und Anfang des 16. Jahrhunderts den Wohntrakt auf der Ostseite errichten. Einer der Säle weist ein verziertes Balkenwerk sowie einen spätgotischen Kamin auf. Im 19. und 20. Jahrhundert kam es zu starken baulichen Veränderungen.

## Weinbaugebiet
Zum Schloss gehört ein Weingut mit fünf Hektaren terrassierter Fläche unter der Appellation Saint-Saphorin (Lavaux) (AOC) mit verschiedenen Rebsorten wie Chasselas, Pinot Noir, Gewürztraminer und als Spezialität die Humagne Rouge.